# Xã Ashby, Quận Hettinger, Bắc Dakota
Xã Ashby (tiếng Anh: Ashby Township) là một xã thuộc quận Hettinger, tiểu bang Bắc Dakota, Hoa Kỳ. Năm 2010, dân số của xã này là 4 người.